# Saxi-Bourdon
Saxi-Bourdon is een gemeente in het Franse departement Nièvre (regio Bourgogne-Franche-Comté) en telt 296 inwoners (2009). De plaats maakt deel uit van het arrondissement Nevers.

## Geografie
De oppervlakte van Saxi-Bourdon bedraagt 18,8 km², de bevolkingsdichtheid is 16,1 inwoners per km².
De onderstaande kaart toont de ligging van Saxi-Bourdon met de belangrijkste infrastructuur en aangrenzende gemeenten.

## Demografie
Onderstaande figuur toont het verloop van het inwonertal (bron: INSEE-tellingen).